# Mafinga
Mafinga – najwyższy szczyt w pasmie Mafinga Hills i zarazem w całej Zambii o wysokości 2339 m n.p.m. Przez brytyjsko-malawijsko-litewską wyprawę z 2014 roku nazwany został Mafinga Central dla odróżnienia od dwóch niewiele niższych szczytów na północ i południe odeń (Mafinga South ma 2337 m, a Mafinga North – 2338). Z zachodnich stoków góry spływa rzeka Luangwa. The World Factbook CIA podaje jednak, że najwyższym szczytem Zambii jest nienazwany punkt w Mafinga Hills o wysokości 2301 m n.p.m.